# Emly Starr

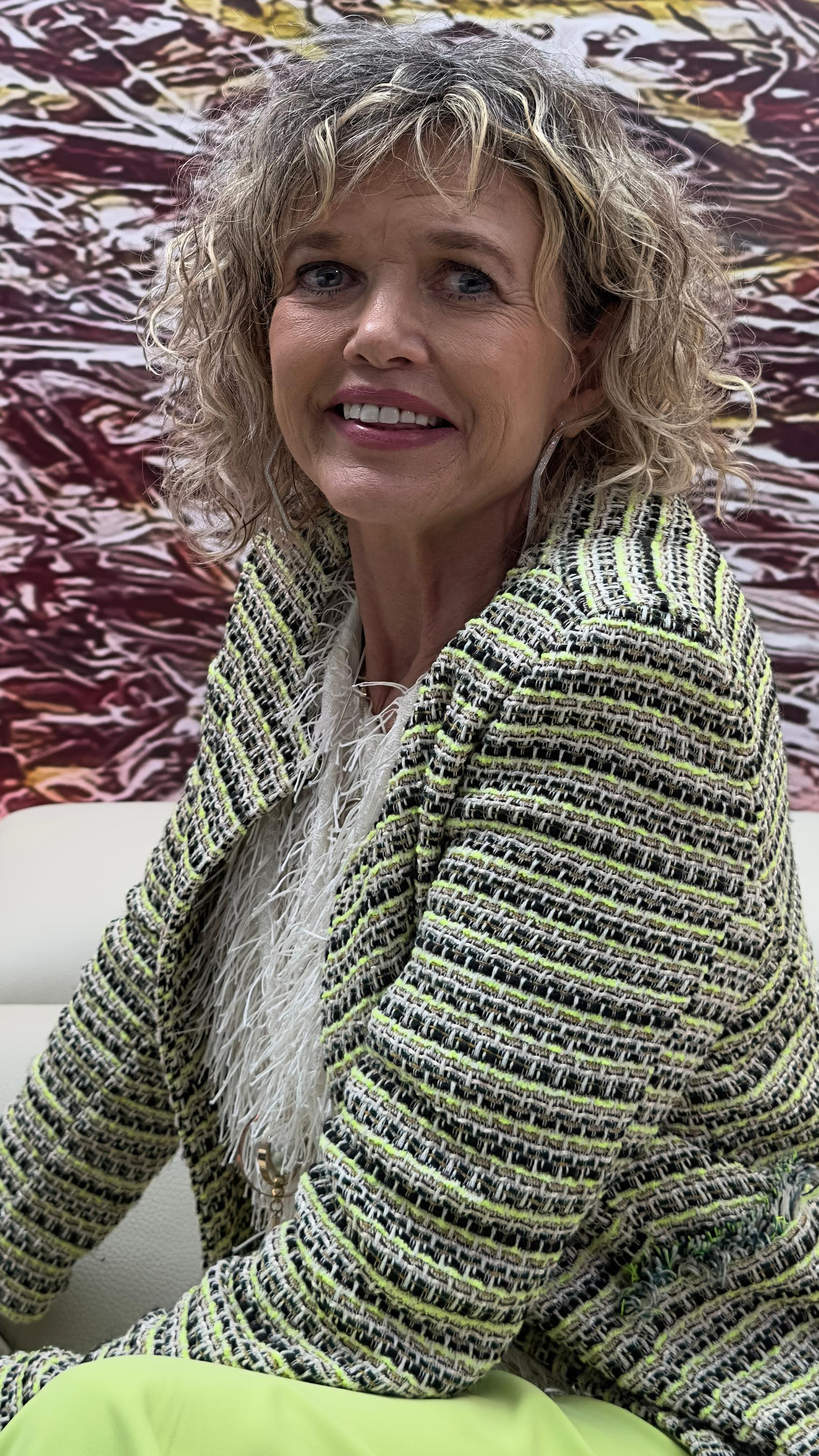
Emly Starr, 2024

Emly Starr (* 5. September 1957 in Laarne, Flandern; eigentlich Marie-Christine Mareels) ist eine belgische Sängerin.

## Biografie
Mareels begann ihre Karriere unter dem Künstlernamen Heidi, änderte diesen aber bald in Emly Starr, unter dem sie in den späten 1970er Jahren einige Pop- und Discotitel veröffentlichte. 1978 spielte sie im Kurzfilm Santiago Lovers von Romano Ferrari mit. Mit einigen Tänzerinnen und Tänzern gründete sie die Discgruppe Emly Starr Explosion, mit der sie 1980 am 11. World Popular Song Festival in Tokio teilnahm. Mit dem Lied Mary Brown erreichten sie den achten Platz.
1981 nahm Emly Starr am belgischen Vorentscheid zum Eurovision Song Contest teil, der vom flämischen Fernsehsender BRT unter dem Titel Eurosong 1981 veranstaltet wurde. Mit dem Lied Samson & Delilah konnte sie die Vorausscheidung nach erfolgreicher Halbfinalqualifikation gegen die weiteren verbleibenden neun Sänger gewinnen. Beim Eurovision Song Contest 1981 in Dublin erhielt sie für das als Samson umbenannte Lied 40 Punkte und erreichte damit den 13. Platz unter 20 Teilnehmern. 1985 übernahm sie eine Rolle im Spielfilm Springen von Jean-Pierre de Decker, zu dem sie auch das Titellied Jump in the Dark sang. Später gründete sie mit ihrem Mann das Globe Show Center in Denderleeuw, das unter anderem für Fernsehsender die Organisation von Großevents übernimmt.

## Privates
Starr ist mit Musikproduzent Tony Winter verheiratet, der für sie unter anderem die Lieder Samson und Jump in the Dark geschrieben hat. 1994 wurde eine gemeinsame Tochter geboren.

## Diskografie

### Alben
- 1980: Emly Starr
- 1980: The Best of Emly Starr Explosion
- 1981: Emly Starr Explosion
- 1982: Greatest Hits
- 1984: The Letter

### Singles
- 1976: Tears of Gold
- 1977: Back to the Beatles
- 1977: Cha cha d’amore
- 1977: Dance of Love
- 1978: No No Sheriff
- 1978: Santiago Lover
- 1979: Hey aloha (Honolulu)
- 1980: Do svidaanja
- 1980: Get Up
- 1980: Rock & Roll Woman
- 1980: Baby Love Me
- 1980: Mary Brown
- 1981: Sweet Lips
- 1981: Let Me Sing
- 1981: Samson & Delilah
- 1982: Casanova
- 1982: Dynamite
- 1983: Key to Your Heart
- 1984: The Letter
- 1985: Jump in the Dark